# Une version améliorée de la tristesse
Albums de Peter Peter
Peter Peter
(2011) Noir Eden
(2017)
Une version améliorée de la tristesse est le second album de Peter Peter, publié en 2012.

## Liste des titres
| No  | Titre                                 | Durée |
| --- | ------------------------------------- | ----- |
| 1.  | Une version améliorée de la tristesse | 3:55  |
| 2.  | Carrousel                             | 3:41  |
| 3.  | Tout prend son sens dans le miroir    | 3:32  |
| 4.  | Réverbère                             | 3:45  |
| 5.  | MDMA                                  | 3:08  |
| 6.  | Beauté baroque                        | 3:11  |
| 7.  | Le monde n'y peut rien                | 3:50  |
| 8.  | Rien ne se perd, rien ne se crée      | 3:06  |
| 9.  | Barbès-Rochechouart                   | 2:48  |
| 10. | Les chemins étoilés                   | 4:01  |
| 11. | Tergiverse (UVADLT)                   | 3:46  |